# Académie culinaire de France
Ne doit pas être confondu avec Académie nationale de cuisine.
L'Académie de cuisine est une académie créée en 1883 par des cuisiniers professionnels dans le but de promouvoir l'enseignement d'une cuisine saine, de regrouper d'animer les cuisiniers de métier en concurrence avec la Chambre syndicale des cuisiniers. Elle organise ou participe à des concours, des expositions et des conférences en France ou à l’étranger et se consacre à l'enseignement.
L'Académie culinaire de France fondée en 1951 revendique un filiation avec la précédente. 
Elles ne doivent pas être confondues avec l'Académie nationale de cuisine, fondée en 1977.

## Académie?
Les Académies de cuisine et culinaire sont davantage des confréries que des académies au sens de conservatoire, la première n'est jamais parvenue à publier son dictionnaire et se consacra à l'enseignement, la seconde au delà du formalisme de 26 fauteuils se consacre à l'organisation de trophées et de compétitions.

## Historique

### Création de l'académie de cuisine
L'idée de créer une académie de cuisine à l'image de l'Académie d'architecture date du début XIXe siècle. En 1864, lors d'un débat à a Chambre des communes sur le budget accordé à l'Académie Royale de Musique, un orateur réclame la création d'une académie de cuisine. C'est à New-York qu'Edouard Bénard fonde la Société Cosmopolite des cuisiniers de l'Etat de New-York, (il fut plus tard nommé membre correspondant de l'Académie de cuisine de Paris) en 1865, ce qui provoque une vive réaction en France où le projet avait été évoqué régulièrement. Une Académie culinaire est mentionnée en 1874.

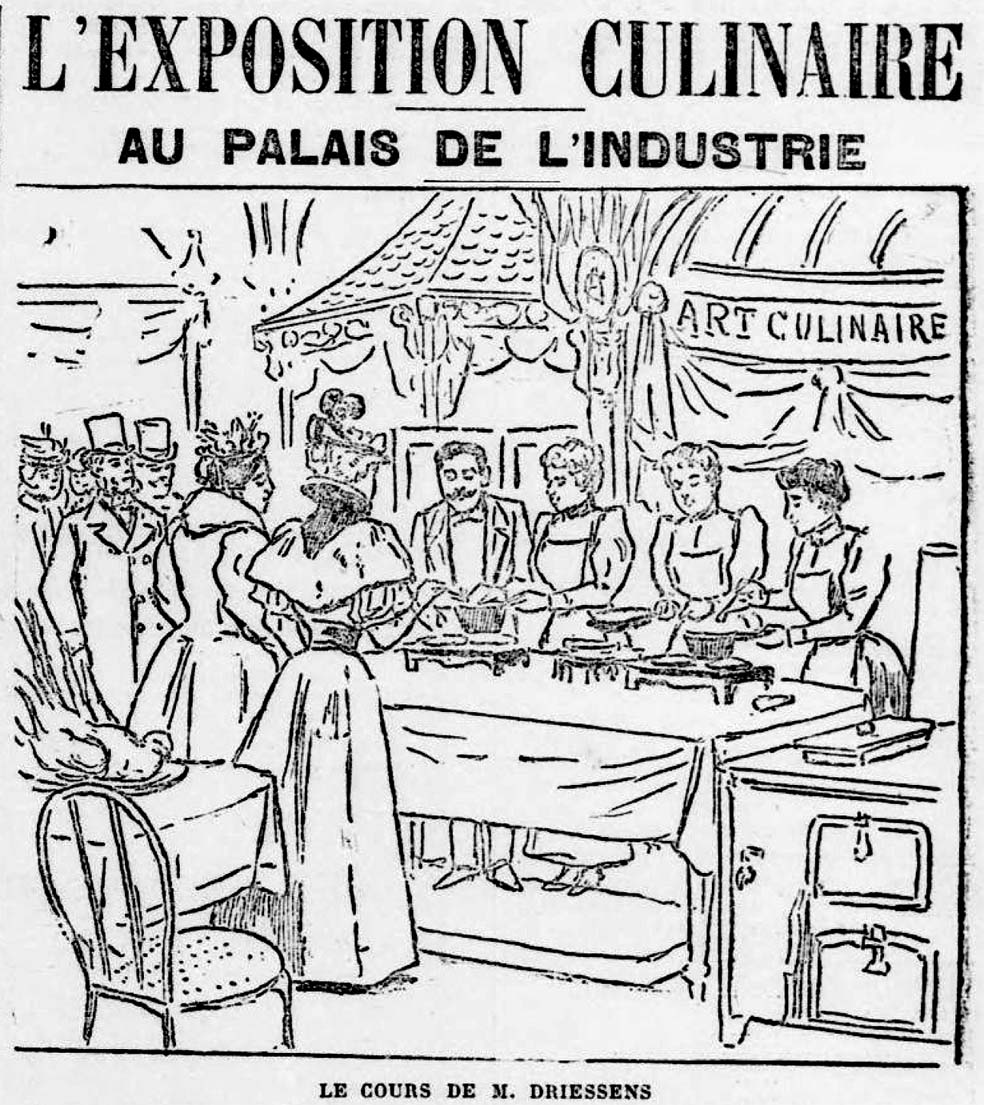
Charles Driessens (alors président de l'Académie de cuisine) donne un cours à l'Exposition culinaire de 1896.

Il faut attendre 1883 pour que les membres de la section parisienne de l'Union Universelle pour le progrès de l’art culinaire (crée en 1882 et dont les fondateurs sont Mmrs Bignon, Berte, Marguerie, Mignot, etc.) dont Auguste Colombié, M. Paillard, M. Repouteau, organisent la création d'une Académie de cuisine de l'Union Universelle de l'Art culinaire le 26 mai 1883 «où des professeurs formeraient des élèves d'après des méthodes rationnelles» (l'enseignement est une valeur première des courants positiviste de l'époque). L'année suivante, sous l'impulsion de L. Hânni (auteur de Théorie pratique à l'usage des cuisiniers -1898), Corentin Pacos (le premier à avoir appris le cuisine chinoise en 1870), Foussier et Auguste Colombié l'Académie s'organise, le bureau est élu: Président, M. Corentin-Pacos; vice-président, Justin Coquelet; secrétaire général, Léon Lacomme; secrétaire de séance, Auguste Colcombié; trésorier, André Holl; archiviste, Ed. Harmand (l'absence de cuisinière à l'académie provoque des réactions indignées). 
Une devise est choisie : «La cuisine est l’auxiliaire de la médecine». Un siège social est établi au 21 quai de l'Horloge. 
Dès 1884 l'académie délivre des diplômes, le financement des projets d'école professionnelle et d'une bibliothèque est aidé par le Grand-Orient. Elle compte 40 membres en 1885 admis sur examen.

### L'apogée
En 1896 le président Corentin prétend que l'académie compte 500 membres, cuisiniers professionnels «répartis par toute la terre» dans le cadre d'une confrontation avec M. Genin de la Chambre Syndicale des cuisiniers de Paris, organisation concurrente qui affirme qu'ils ne sont que 5. La rivalité avec la Chambre syndicale est frontale et violente dès 1885.   

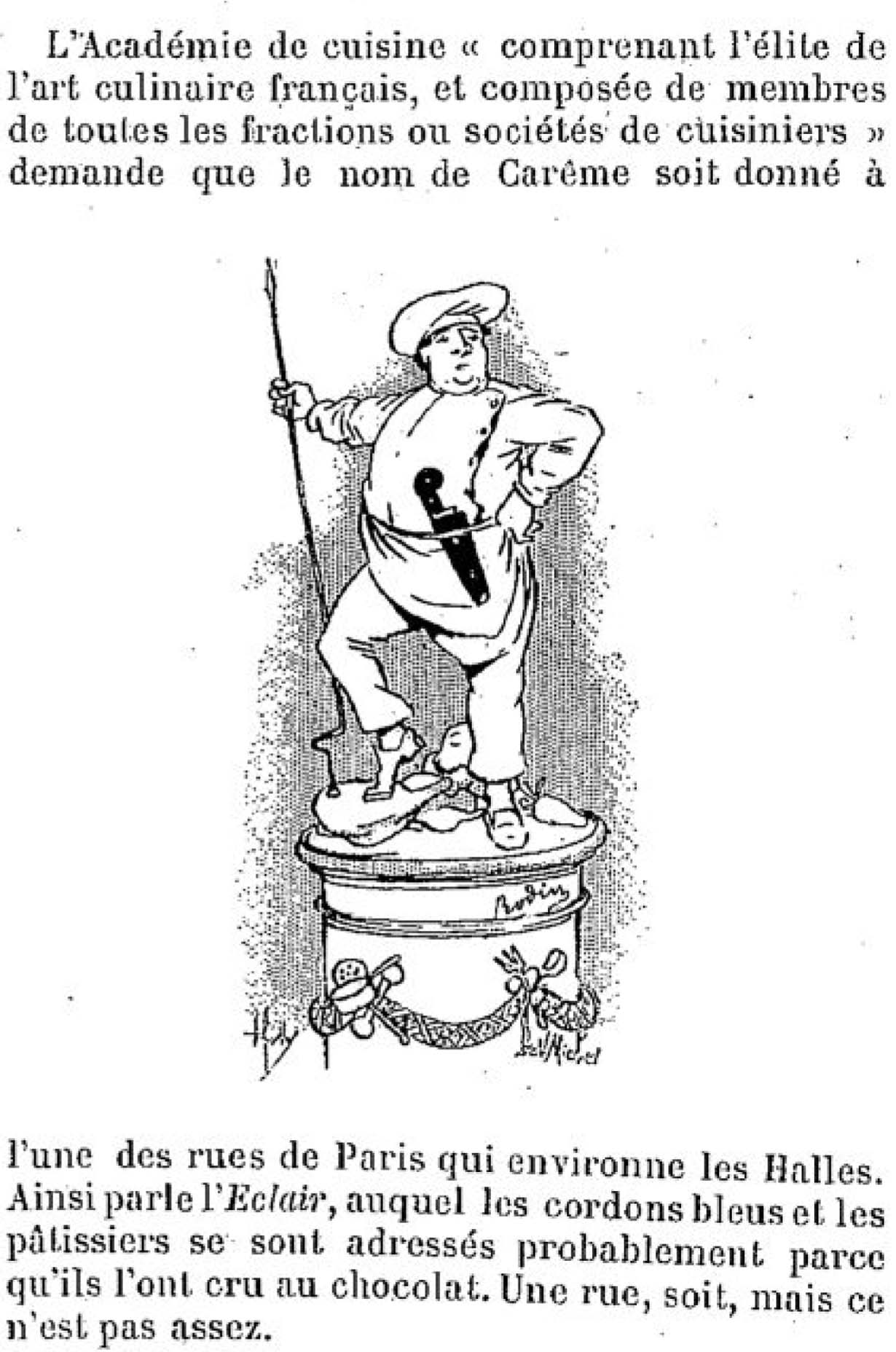
L'Académie de cuisine obtient en 1892 qu'une rue de Paris pour le nom de Carême

En 1888, le siège est 16 rue Cadet, l'académie achève les travaux de la lettre A de son Dictionnaire de cuisine et d'hygiène alimentaire. Ce dictionnaire déjà presque terminé en 1895 sous l'impulsion de Joseph Favre, qui a lui même entrepris (1882) la rédaction d'un Dictionnaire universel de l'alimentation; et de divers cuisiniers et qui  sera publié en 1989 sous la signature de Favre, sans mention de l'Académie. En 89, M. Paillard, (propriétaire des restaurants Maire et du restaurant de la Chaussée-d'Antin) est élu président d'honneur puis en 1890, Casimir Moisson, chef de la Maison Dorée est élu président effectif. En 1889, Joseph Favre (délégué de l'Académie), lit une communication au Congrès international d’hygiène et de démographie, qui propose de généraliser des cours de cuisine à l'attention de filles dès l'école primaire, thème cher à Charles Driessens. (Joseph Favre est directeur de la Maison Dorée sous la présidence de Paillard). 
En 1891, le bureau de l'académie se compose de Casimir Moisson Président, Joseph Favre secrétaire général; MM. Hânni et Mourier, vice-présidents; Auguste Colombié et  Émile Darenne (auteur de l’Histoire des métiers de l’alimentation), archivistes; Jules Lépy,  questeur, J.-B. Haas, archiviste; Lacomme, J. Garde, trésoriers. L'Académie à son organe de publication La Cuisine française et étrangère. En 1894 Léopold Mourier prend la présidence et Auguste Colombié la vice-présidence. En 95, les cours et conférences sont organisés dans le local du 28, rue du Quatre-Septembre, avec Mmrs Charles Driessens, Noël, Barthélémy, Ripouteau, Bourgeois, Colombier et Paris. 
L'occurrence des mentions de l'Académie de cuisine dans la presse devient négligeable à partir de 1898, pour reprendre de façon éphémère en 1918 puis disparaitre.

### Entre-deux-guerres: l'oubli
Entre les deux guerres, l’Académie de Cuisine cherche en vain à revivre (1921) mais l'époque est à d'autres organisations, dont le club des cent et à d'autres chefs de file, comme Curnonsky et Rouff qui s'expriment dans Comœdia. Lucien Descaves en 1923 espère la fondation d'une Académie de cuisine sans mentionner son ancêtre.
Le terme d'Académie culinaire apparait marginalement dans la presse numérisée par le BnF (15000 fascicules) notamment l'Académie culinaire de Bruxelles qui n'est pas une Académie, le terme Académie de cuisine est de loin le plus présent avant 1950 (280000 fascicules). Académie culinaire était le titre du Journal encyclopédique et officiel de l'Académie de cuisine de Partis en 1883 (ce titre succède à La Science culinaire).

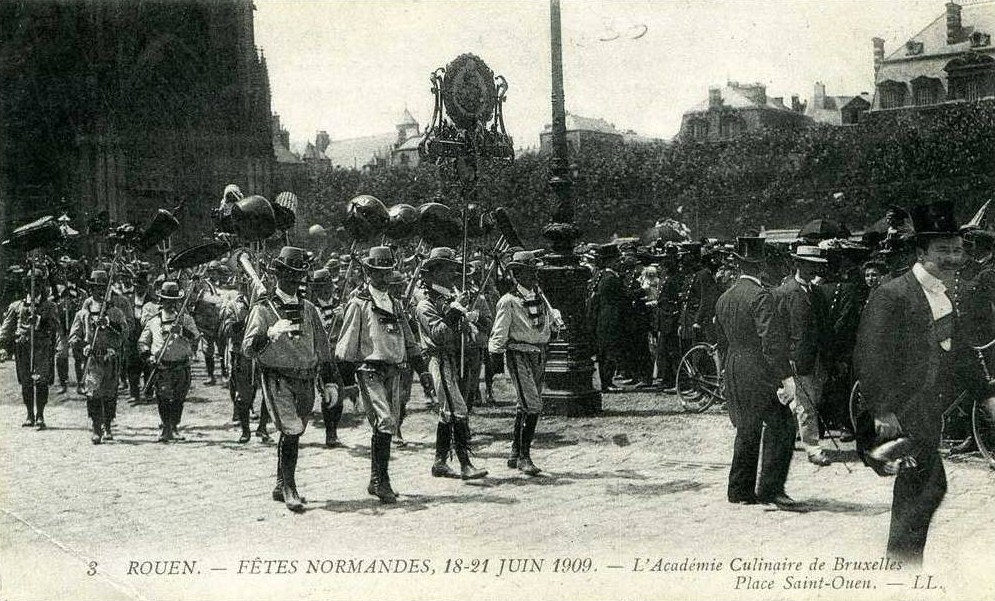
Académie culinaire de Bruxelles défile à Rouen en 1909 portant ses légumes.

### Académie culinaire de Bruxelles
L'Académie culinaire de Bruxelles est un groupe de musiciens aux attributs culinaires (orchestre de fruits et légumes) qui participe à diverses fêtes en 1907 à Paris, à la mi-carême de 1922 à Paris, à Liège en 1923, à Bruxelles en 1936.

## Académie culinaire de France
Le terme Académie culinaire réapparait dans la littérature numérisée en 1985 et celui d'Académie de cuisine réapparait en 2000.
En 1951, une Académie culinaire de France est créée par Auguste Delande, Ferdinand Wernert et Alfred Guerot. En 1964, elle crée le Trophée national de cuisine et pâtisserie et, en 2001, le Trophée international de cuisine et pâtisserie. Les membres de l’Académie culinaire de France sont en 2012, 900 dans 27 pays. Gérard Dupont a été président de 1996  à 2015, Fabrice Prochasson (M.O.F.) lui succède. Comme l'ancienne Académie de cuisine elle s'adresse aux professionnels.
L'Académie culinaire collabore avec l'Institut international du goût et de la qualité (iTQi) comme partie du jury du Superior Taste Award (en). Elle a une délégation en Amérique du Nord (Canada et USA), au Japon depuis 1968, une Délégation de Belgique et du Luxembourg depuis 1981, une délégation de 40 membres au Chili (2017). L'académie organise des trophées: Trophée Jean-Jacques Dietrich, Trophée National de la Cuisine et de la Pâtisserie (depuis 1964), le Trophée International de la Passion (depuis 2001). 

## Anthologie
- Le Constitutionnel, 31 janvier 1885 (Article anonyme: Examen à l'Académie de cuisine). Ce texte met en lumière le souci diététique et hygiéniste de l'Académie, proche des milieux médicaux[50] ainsi que l'ambiance conservatrice du projet.

« la cuisine, elle aussi s'est américanisée, [ ]elle est devenue électrique, et partant, quelconque, de par les exigences d'une vie de plus en plus affairée. Puis de quelconque elle est devenue chimique. Les révélations du laboratoire municipal ne laissant hélas aucun doute sur cette métamorphose. Ce qu'il faudrait apprendre aux cuisiniers aujourd'hui, ce n'est pas seulement à savoir-bien griller, rôtir et bouillir les viandes, c'est encore à reconnaître les produits falsifiés. Ce point devrait être maintenant le point de départ de toute étude culinaire, et si jamais il se fonde une chaire officielle de cuisine [ ] il composera assurément une bonne partie du programme. Le cuislnier qui saurait, d'une façon certaine, distinguer l'impureté des substances et des ingrédients dont il se sert, rendrait un fameux service à l'estomac de ses clients, qu'il préserverait ainsi de la fatale gastrite qui les guette »

- Firmin Javel. Le Journal amusant, 26 octobre 1895. Article Académie de Cuisine[51].

« M. Athanase Durit de Vaud, cuisinier chef au restaurant du Chien qui fume, ayant été élu membre de l'Académie le premier avril dernier, est venu prendre séance hier. Le récipiendaire était accompagné de ses deux parrains, MM. Ernest Fouillaupot et Victorien Gâtesauce. Le bureau était occupé par M. de Saucysson, directeur, Rillettes (de Tours), chancelier, et Mac Arony, secrétaire perpétuel; on y remarquait encore M. Desfritures, chargé de recevoir le nouvel académicien.
Dans les tribunes beaucoup de petites cuisinières pour la plupart fort accortes, le nez en l'air, les yeux allumés par le succès de leur collègue masculin. A deux heures précises, M. Durit de Vaud se lève et prononce le discours suivant : Messieurs, [ ] ... ma joie de venir vous parler de mon émanent prédécesseur. Pauvre et grand Tournebroche... »